# Boscalid
Boscalid (ISO-naam) is een fungicide uit de stofklasse der carboxamiden. Het is ontwikkeld door BASF en kwam in 2003 op de markt. In zuivere vorm komt het voor als reukloze, witte kristallen.
Merknamen van gewasbeschermingsmiddelen op basis van boscalid zijn: Cantus, Endura, Emerald en Filan Fungicide (in Australië). BASF biedt ook een aantal producten aan waarin boscalid gecombineerd is met een ander pesticide, zoals pyraclostrobin, epoxyconazool, mancozeb of kresoxim-methyl.

## Werking
Boscalid is een systemisch fungicide: het wordt opgenomen via de bladeren en het remt de werking van het enzym succinaat-ubichinon-reductase, ook gekend als complex II, en verstoort zo de energieproductie in de schimmels. Zij zijn niet meer in staat om de voedingsstoffen om te zetten in energie en sterven af.

## Toepassingen
Boscalid wordt versproeid op de planten. Het kan in een groot aantal teelten worden toegepast, vooral groenten- en fruitteelt in open lucht. Combinatie met een ander pesticide vergroot nog de inzetbaarheid ervan. In Australië is het toegelaten in de wijnbouw tegen grauwe schimmel (Botrytis cinerea). Het is ook werkzaam tegen onder meer schimmels uit de geslachten Alternaria, Monilia en Sclerotinia.

## Regelgeving
Boscalid is een zogenaamd nieuw pesticide, waarvan de erkenning op EU-niveau afhangt van de resultaten van een risico-analyse naar de effecten op mens en milieu. In afwachting van een definitieve beslissing mogen de lidstaten aan producten met boscalid een voorlopige erkenning uitreiken voor 3 jaar. Omdat de risico-analyse niet op tijd was voltooid, werd die periode met 24 maanden verlengd op 15 november 2007. De evaluatie werd uiteindelijk afgerond op 22 januari 2008 en korte tijd later werd de stof door de Europese Commissie toegelaten, voor de periode van 1 augustus 2008 tot 31 juli 2018.
In België zijn anno 2007 de volgende producten met boscalid erkend (alle van BASF):
- Cantus
- Bellis (mengsel met pyraclostrobin)
- Signum (mengsel met pyraclostrobin)
- Venture (mengsel met epoxyconazool)

De bestaande erkenningen moesten tegen 31 januari 2009 gewijzigd worden om ze in overeenstemming te brengen met de Europese richtlijn.
In de Verenigde Staten werd boscalid geregistreerd op 23 juli 2003. Het Environmental Protection Agency kende er de status van reduced risk pesticide aan toe (pesticide met een verminderd risico).

## Toxicologie en veiligheid
Boscalid heeft een lage acute toxiciteit bij ratten. De stof is zwak irriterend voor de ogen bij konijnen, maar is geen irriterende stof voor de huid bij ratten.
Boscalid heeft een lage tot zeer lage toxiciteit bij vogels, aardwormen of bijen, en is matig toxisch voor vissen en andere waterorganismen.
Boscalid blijkt geen nadelig effect te hebben op nuttige organismen zoals sluipwespen (Aphidius rhopalosiphi), de groene gaasvlieg (Chrysoperla carnea) of op de bodem levende predatoren zoals wolfspinnen (Pardosa spp.) en loopkevers (zoals Poecilus cupreus).